# Masters de Miami 2010

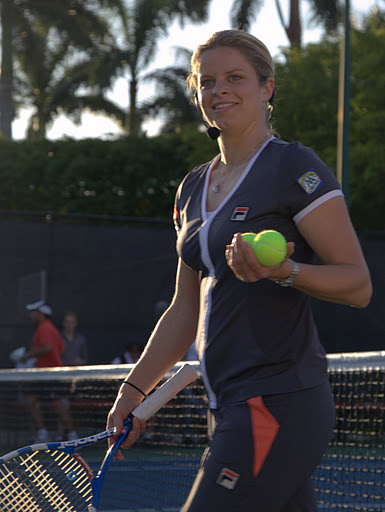
Kimm Histers en 2010

El Masters de Miami 2010, llamado Sony Ericsson Open por motivos de patrocinio, fue un torneo de tenis disputado desde el 22 de marzo al 4 de abril.
En el cuadro masculino estuvieron el campeón del Abierto de Australia, Roger Federer, el tetracampeón de Roland Garros, Rafael Nadal , el campeón defensor Andy Murray y el finalista de la edición anterior Novak Djokovic. No estuvieron, sin embargo, el argentino Juan Martín del Potro por una lesión en la muñeca derecha, ni el ruso Nikolai Davydenko por una muñeca rota, al igual que Tommy Haas y Lleyton Hewitt.
Por su parte, en el cuadro femenino estuvieron la rusa Svetlana Kuznetsova, la finalista del US Open , Caroline Wozniacki, Venus Williams y la bielorrusa Victoria Azarenka. No estuvieron por lesión la doce veces campeona de Grand Slam, Serena Williams, la finalista del Abierto de Australia en 2009 , Dinara Safina, ni María Sharápova ni Kateryna Bondarenko. 

## Campeones

### Individuales Masculino
Andy Roddick vence a Tomáš Berdych, 7-5, 6-4
- Fue el segundo título de Roddick en el año y el 29° de su carrera. Su quinto título de Masters 1000. Y su segunda victoria en Miami, ganando su primer trofeo en 2004.

### Individuales Femenino
Kim Clijsters vence a  Venus Williams, 6-2, 6-1

### Dobles Masculino
Lukáš Dlouhý /  Leander Paes vencen a  Mahesh Bhupathi /  Max Mirnyi, 6-2, 7-5

### Dobles Femenino
Gisela Dulko /  Flavia Pennetta vencen a  Nadia Petrova /  Samantha Stosur, 6-3, 4-6, 10-7